# Meara stichopi
Meara stichopi är en plattmaskart som beskrevs av Westblad 1949. Meara stichopi ingår i släktet Meara och familjen Nemertodermatidae. Arten är reproducerande i Sverige. Inga underarter finns listade i Catalogue of Life.